# Wywołaniec
Wywołaniec (niem. Zippel-Berg, 543 m n.p.m.) – rozległe wzniesienie w centralnej części Północnego Grzbietu Gór Kaczawskich, w Sudetach Zachodnich, stanowiące zachodnie zakończenie masywu Okola, między Leśniakiem a Rogatką, nad Chrośnicą i Rząśnikiem.
Masyw zbudowany jest ze staropaleozoicznych skał metamorficznych – zieleńców i łupków zieleńcowych oraz fyllitów i kwarcytów, należących do metamorfiku kaczawskiego, poprzecinanych żyłami wulkanicznych porfirów. Porośnięty lasem świerkowym, niżej pola i łąki.